# Frans Slaats

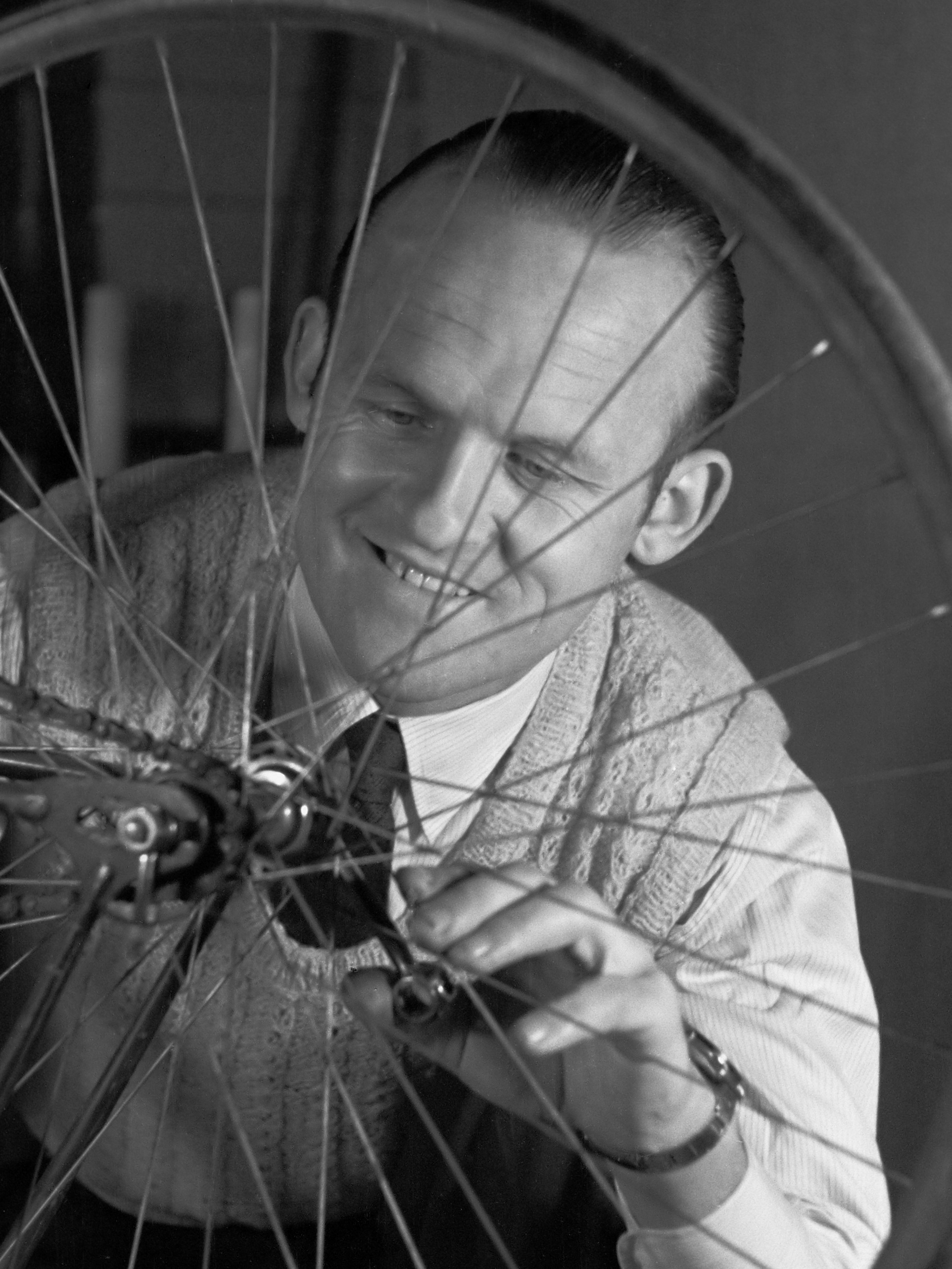
Frans Slaats (1945)

Frans Slaats (Waalwijk, 11 juni 1912 – aldaar, 6 april 1993) was een Nederlandse beroepswielrenner.

## Biografie
Slaats werd geboren in een gezin van twaalf kinderen. Als slagersknecht maakte hij gebruik van een bakfiets waarmee hij met succes probeerde wielrenners bij te houden. Hij spaarde vervolgens geld bijeen voor een racefiets en werd lid van de Tilburgse wielerclub Vitesse.
Slaats was een prominent baanwielrenner in de jaren dertig, vooral als zesdaagserenner. Hij werd vooral bekend toen hij op 29 september 1937 het werelduurrecord op de baan verbeterde op de Vigorelli-baan in Milaan en dit op 45,558 km/h bracht. Dit record werd echter ruim een maand later verbeterd door de Fransman Maurice Archambaud.
Slaats was samen met een aantal andere Europese renners in Argentinië voor de zesdaagse van Buenos Aires, toen de Tweede Wereldoorlog uitbrak. Hij bleef er tot het einde van de oorlog en voorzag in zijn levensonderhoud met een baan in fabriek voor weegschalen. Toen de oorlog was afgelopen en hij naar huis kon, vernam hij dat vier broers door de nazi’s als represaille waren vermoord. Ook was tijdens de oorlog een van zijn zussen overleden in het klooster.
Slaats zette na de oorlog een punt achter zijn wielercarrière en ging werken bij een rijwielbedrijf. Op de achtergrond bleef hij wel betrokken bij het wielrennen.
In Waalwijk is een straat naar Frans Slaats vernoemd.

## Erelijst
- 1934
  - 2e in de Zesdaagse van Berlijn
- 1936
  - 3e in Ronde van Valkenburg
  - 1e in Zesdaagse van Amsterdam
  - 2e in Zesdaagse van Gent
  - 1e in Zesdaagse van Kopenhagen
- 1937
  - 3e in Acht van Chaam
  - 1e in Zesdaagse van Antwerpen
  - Werelduurrecord op de baan in Milaan
  - 1e in Zesdaagse van Kopenhagen
- 1938
  - 1e in Zesdaagse van Gent
  - 2e in Zesdaagse van Antwerpen
- 1939
  - 1e in Zesdaagse van Brussel
  - 3e in Zesdaagse van Kopenhagen
- 1944
  - 1e in Zesdaagse van Buenos Aires